# Panjnad
 (juin 2015).
Si vous disposez d'ouvrages ou d'articles de référence ou si vous connaissez des sites web de qualité traitant du thème abordé ici, merci de compléter l'article en donnant les références utiles à sa vérifiabilité et en les liant à la section « Notes et références ».
Panjnad (Punjabi, Ourdou: پنجند) est une aire agricole située dans le Pendjab au Pakistan. 
C'est là que les cinq rivières du Pendjab (le Beâs, le Sutlej, le Ravi, la Chenab et la Jhelum; toutes affluents de l'Indus) confluent et donnent naissance à la rivière Panjnad.